# Кремлін (Оклахома)
Кремлін (англ. Kremlin) — місто (англ. town) в США, в окрузі Гарфілд штату Оклахома. Населення — 247 осіб (2020).

## Географія
Кремлін розташований за координатами 36°32′48″ пн. ш. 97°49′56″ зх. д. / 36.54667° пн. ш. 97.83222° зх. д. (36.546571, -97.832315).  За даними Бюро перепису населення США в 2010 році місто мало площу 0,66 км², уся площа — суходіл.

### Клімат
| Клімат : Кремлін      | Клімат : Кремлін | Клімат : Кремлін | Клімат : Кремлін | Клімат : Кремлін | Клімат : Кремлін | Клімат : Кремлін | Клімат : Кремлін | Клімат : Кремлін | Клімат : Кремлін | Клімат : Кремлін | Клімат : Кремлін | Клімат : Кремлін | Клімат : Кремлін |
| Показник              | Січ.             | Лют.             | Бер.             | Квіт.            | Трав.            | Черв.            | Лип.             | Серп.            | Вер.             | Жовт.            | Лист.            | Груд.            | Рік              |
| Середній максимум, °C | 7,4              | 10,7             | 16,5             | 22,4             | 26,9             | 32,1             | 35,1             | 34,2             | 29,3             | 23,5             | 14,9             | 8,8              | 21,8             |
| Середній мінімум, °C  | −4,1             | −1,7             | 3,3              | 9,3              | 14,2             | 19,1             | 21,8             | 21,0             | 16,7             | 10,2             | 3,5              | −2,3             | 9,3              |
| Норма опадів, мм      | 25               | 36               | 58               | 74               | 122              | 104              | 71               | 81               | 89               | 79               | 56               | 28               | 823              |
| --------------------- | ---------------- | ---------------- | ---------------- | ---------------- | ---------------- | ---------------- | ---------------- | ---------------- | ---------------- | ---------------- | ---------------- | ---------------- | ---------------- |
| Джерело: weather.com  |                  |                  |                  |                  |                  |                  |                  |                  |                  |                  |                  |                  |                  |

## Демографія
Згідно з переписом 2010 року, у місті мешкало 255 осіб у 102 домогосподарствах у складі 78 родин. Густота населення становила 386 осіб/км².  Було 113 помешкання (171/км²).
Расовий склад населення:
| - 92,2 % — білих - 1,6 % — чорних або афроамериканців - 1,2 % — корінних американців - 0,4 % — азіатів - 1,6 % — осіб інших рас |

До двох чи більше рас належало 3,1 %. Частка іспаномовних становила 2,0 % від усіх жителів.
За віковим діапазоном населення розподілялося таким чином: 25,9 % — особи молодші 18 років, 53,3 % — особи у віці 18—64 років, 20,8 % — особи у віці 65 років та старші. Медіана віку мешканця становила 37,1 року. На 100 осіб жіночої статі у місті припадало 100,8 чоловіків;  на 100 жінок у віці від 18 років та старших — 114,8 чоловіків також старших 18 років.
Середній дохід на одне домашнє господарство  становив 53 850 доларів США (медіана — 49 167), а середній дохід на одну сім'ю — 63 047 доларів (медіана — 51 528). За межею бідності перебувало 7,3 % осіб, у тому числі 0,0 % дітей у віці до 18 років та 14,6 % осіб у віці 65 років та старших.
Цивільне працевлаштоване населення становило 81 осіб. Основні галузі зайнятості: сільське господарство, лісництво, риболовля — 19,8 %, освіта, охорона здоров'я та соціальна допомога — 17,3 %, будівництво — 13,6 %, роздрібна торгівля — 12,3 %.